# 5月13日
5月13日（ごがつじゅうさんにち）は、グレゴリオ暦で年始から133日目（閏年では134日目）にあたり、年末まではあと232日ある。

## できごと

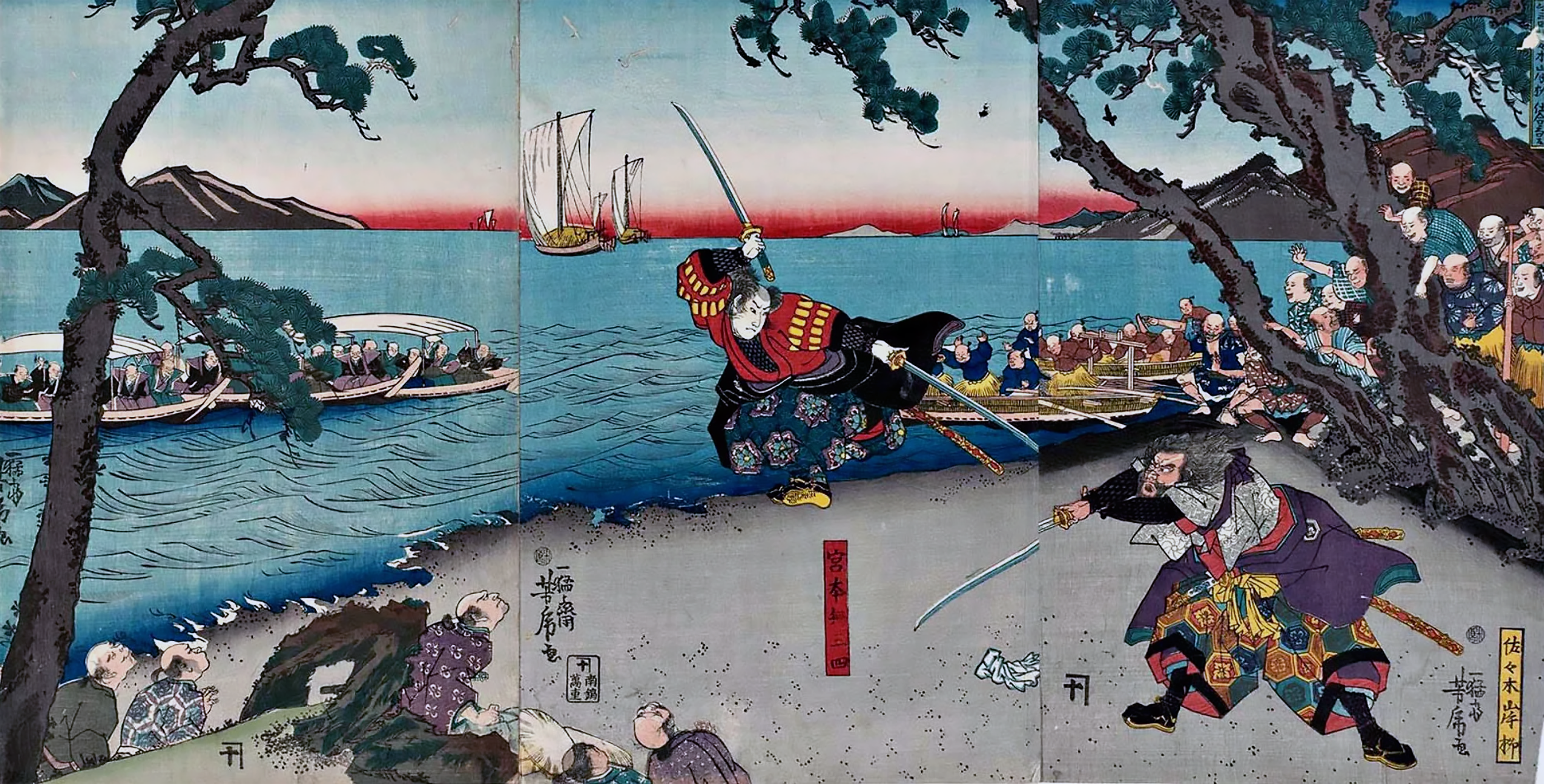
宮本武蔵と佐々木小次郎が巌流島で決闘 (1612)

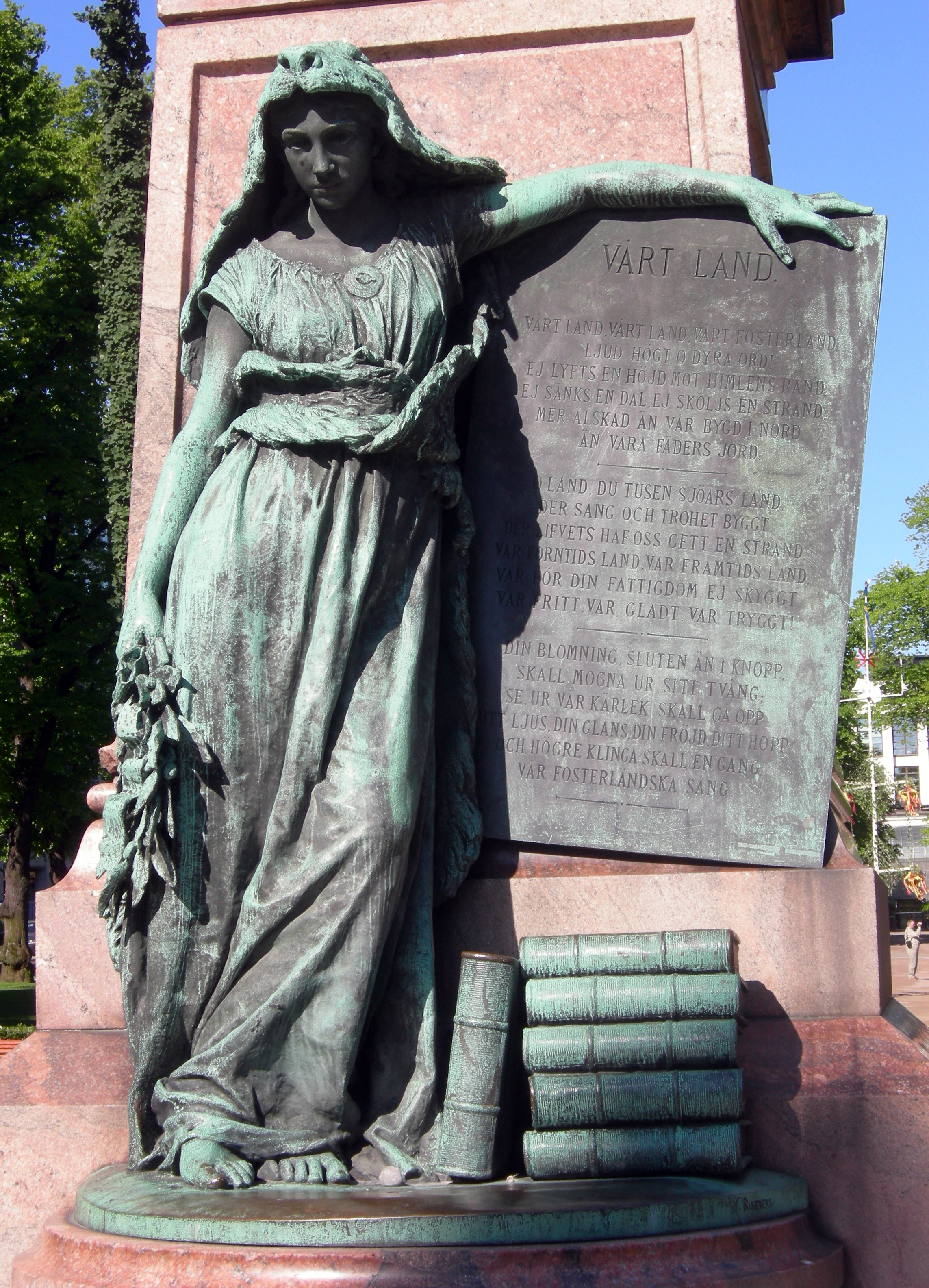
フィンランド国歌『我等の地』、はじめて奏される (1848)

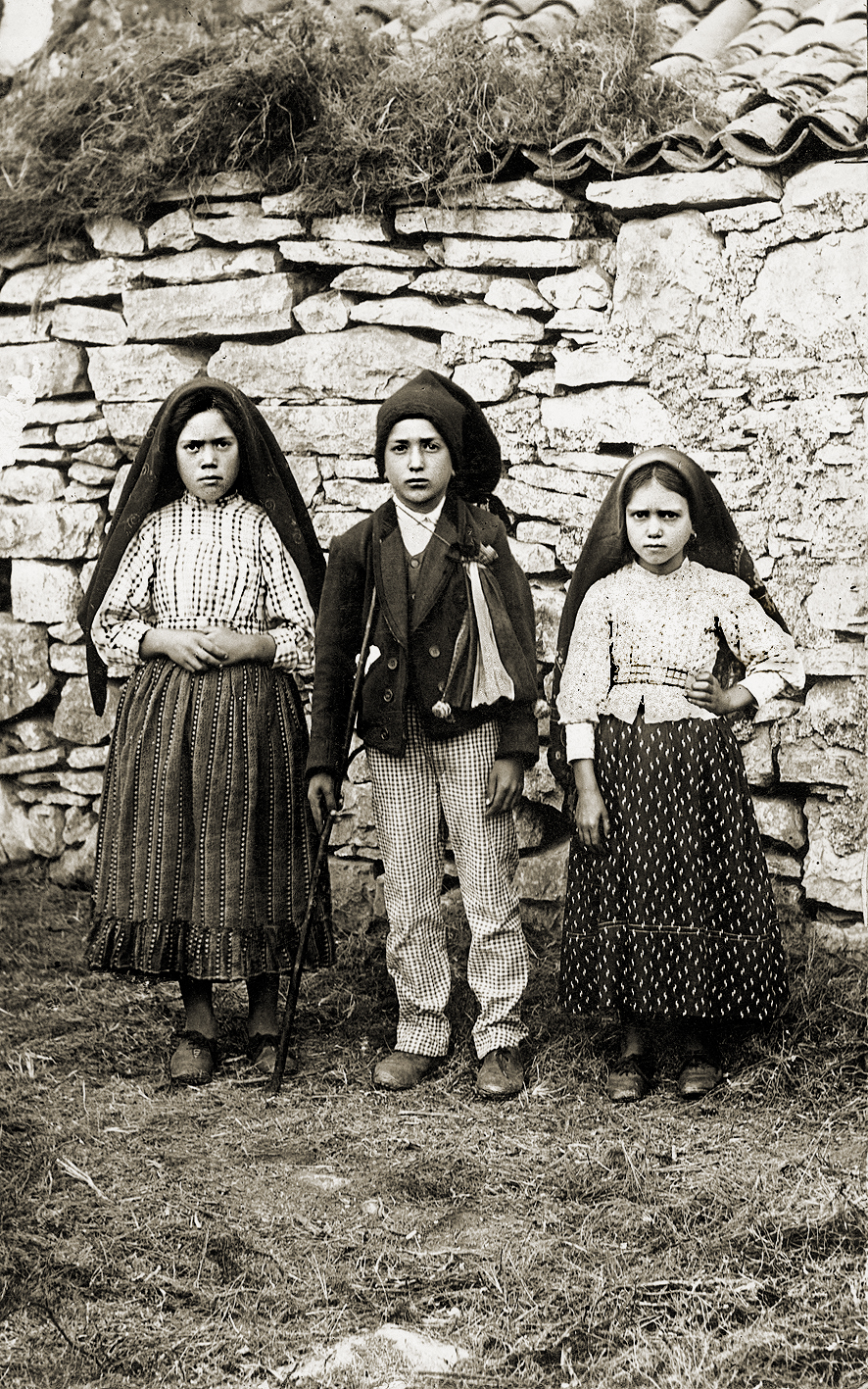
ポルトガルで3人の子供の前にファティマの聖母が現れる (1917)

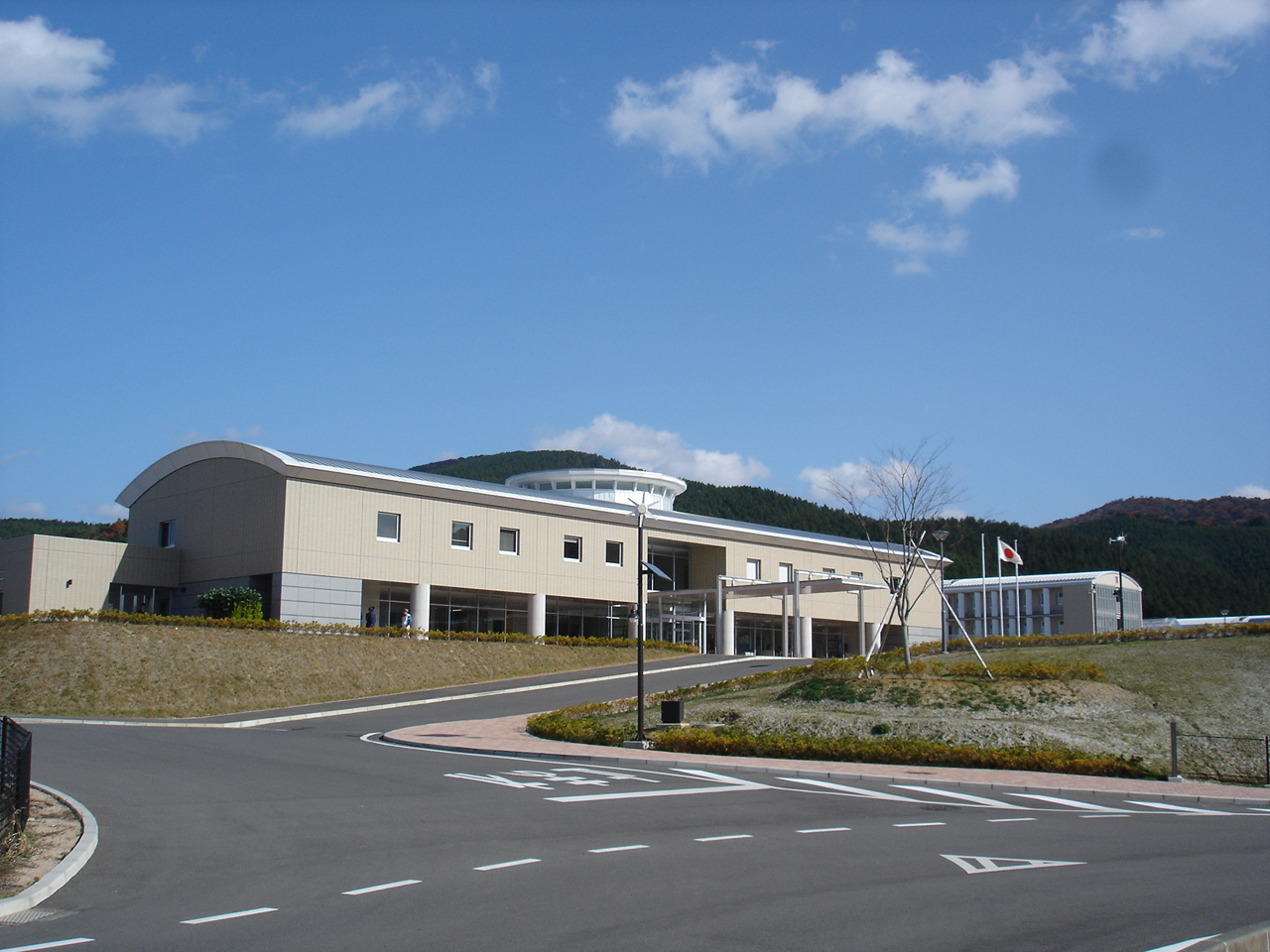
日本初の民間資金活用による刑務所、美祢社会復帰促進センター開所 (2007)

- 1221年（承久3年4月20日） - 第85代天皇・仲恭天皇が即位。
- 1373年 - ノリッジのジュリアンが、後に『神の愛の十六の啓示』としてまとめられる幻視（英語版）を見る。
- 1397年（応永4年4月16日） - 金閣寺の上棟式。
- 1497年 - ローマ教皇アレクサンデル6世がジロラモ・サヴォナローラを破門。
- 1612年（慶長17年4月13日） - 宮本武蔵と佐々木小次郎が巌流島で決闘（『二天記』による）。
- 1648年 - デリーの赤い城が完成。
- 1779年 - オーストリアとプロイセン王国がテッシェン条約を締結。バイエルン継承戦争が終結。
- 1784年（天明4年3月24日） - 田沼意次の子で若年寄の田沼意知が旗本・佐野政言に殿中で斬られる。4月2日に死亡。
- 1787年 - オーストラリア・ニューサウスウェールズに設けられたイギリスの流刑植民地に向けた最初の船が、総督アーサー・フィリップに率いられてイギリスを出航。
- 1830年 - エクアドルが大コロンビアからの分離独立を宣言。
- 1833年 - メンデルスゾーンの交響曲第4番がロンドンで作曲者自身の指揮により初演される。
- 1846年 - 米墨戦争 - アメリカ合衆国議会がメキシコに対する宣戦布告を決議。
- 1848年 - フィンランドの国歌「我等の地」が初めて演奏される[1]。 聴く[ヘルプ/ファイル]
- 1861年 - イギリスが、アメリカの南北戦争に対する中立を宣言[2]。
- 1888年 - ブラジルで奴隷を解放する「Lei Áurea (黄金法)（英語版）」が議会を通過。
- 1912年 - イギリス陸軍航空隊（イギリス空軍の前身の一つ）設立。
- 1917年 - ポルトガル・ファティマで3人の子供の前にファティマの聖母が現れる[3]。
- 1936年 - 三重県四日市市で開かれていた国産振興四日市大博覧会が閉幕。
- 1939年 - NHK放送技術研究所が国産テレビの試験電波発信を開始[4]。
- 1940年 - ロンドンでオランダ王国亡命政府が樹立。
- 1940年 - ペルー・リマで日系移民経営の商店などに対して大規模な破壊掠奪（リマ排日暴動事件）が発生した[5]。
- 1940年 - 第一回報国債券の発売開始[6]。
- 1946年 - 長崎警察署襲撃事件発生。
- 1950年 - 初のラージヤ・サバー（インドの上院）が開会。
- 1950年 - イギリスのシルバーストン・サーキットにて、最初のF1世界選手権第1戦が開催される。アルファロメオ158のジュゼッペ・ファリーナが優勝した[7]。
- 1950年 - 長野県上松町で火災発生。町内約70%（約600戸）の家屋が焼失[8]。
- 1954年 - 岐阜県徳山村で火災。村役場や小学校も全焼[9]。
- 1958年 - アルジェリア戦争: フランス領アルジェリアでフランスによるアルジェリアの支配確保を主張するフランス現地軍と入植者の暴動がクーデターに発展。
- 1960年 - 世界第7位の高峰ダウラギリにスイス登山隊が初登頂[10]。
- 1969年 - マレーシア・5月13日事件。
- 1969年 - 三島由紀夫と全共闘が東大駒場キャンパス900番教室（講堂）で公開討論[11]。
- 1970年 - 12日に発生した瀬戸内シージャック事件で警察が旅客船乗っ取り犯を射殺して解決。
- 1972年 - 大阪・千日デパート火災。死者118名・負傷者81名を出す。
- 1972年 - 国鉄川俣線がこので営業運転終了。翌5月14日廃止。
- 1976年 - ポル・ポトがカンボジアの首相に就任。
- 1978年 - イタリアでバザリア法が公布される。
- 1979年 - 瀬戸内しまなみ海道の大三島橋が開通。本州四国連絡橋のなかで最初に架橋された。
- 1981年 - ローマ教皇ヨハネ・パウロ2世がバチカン市内で狙撃（英語版）され重傷。
- 1983年 - 貸金業の規制等に関する法律（現・貸金業法）公布。
- 1987年 - JR東日本が国電に代わる呼称を「E電」とすることを発表。
- 1993年 - アメリカが戦略防衛構想 (SDI) の中止を決定。
- 1994年 - セ・リーグ緊急理事会で、打者の頭部への危険球を投げた投手は即退場とすることを決定。
- 1997年 - 鹿児島県北西部地震。
- 2000年 - オランダ・オーファーアイセル州エンスヘデで花火保管倉庫爆発事故が発生。死者20名・負傷者900名・家屋を失った者1,000名を出す。
- 2005年 - アンディジャン事件: ウズベキスタンのアンディジャンで武装集団が刑務所を襲撃。これに呼応して1万人以上のデモが発生したが、軍と治安部隊が武力で鎮圧した。犠牲者は187人と発表されたが、実際はそれを大幅に上回ると各メディアで報じられた[12]。
- 2007年 - 日本初のPFI方式による刑務所・美祢社会復帰促進センターが開所。
- 2012年 - 広島・福山ホテル火災。死者7人・負傷者3人。
- 2014年 - トルコ・ソマ炭鉱爆発事故。
- 2018年 - インドネシア第2の都市スラバヤの三ヶ所の教会で、イスラム国系の過激派組織による連続自爆テロが発生[13]。

## 誕生日

### 人物

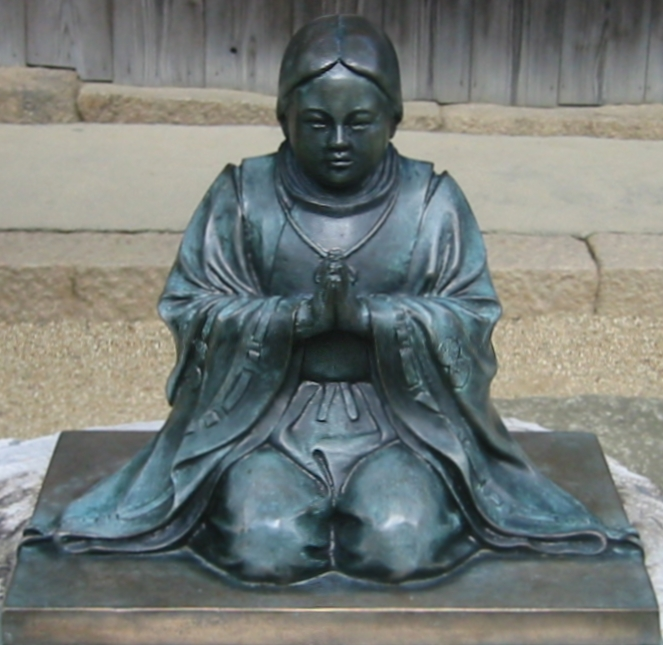
浄土宗の開祖、法然 (1133-1212) 誕生。

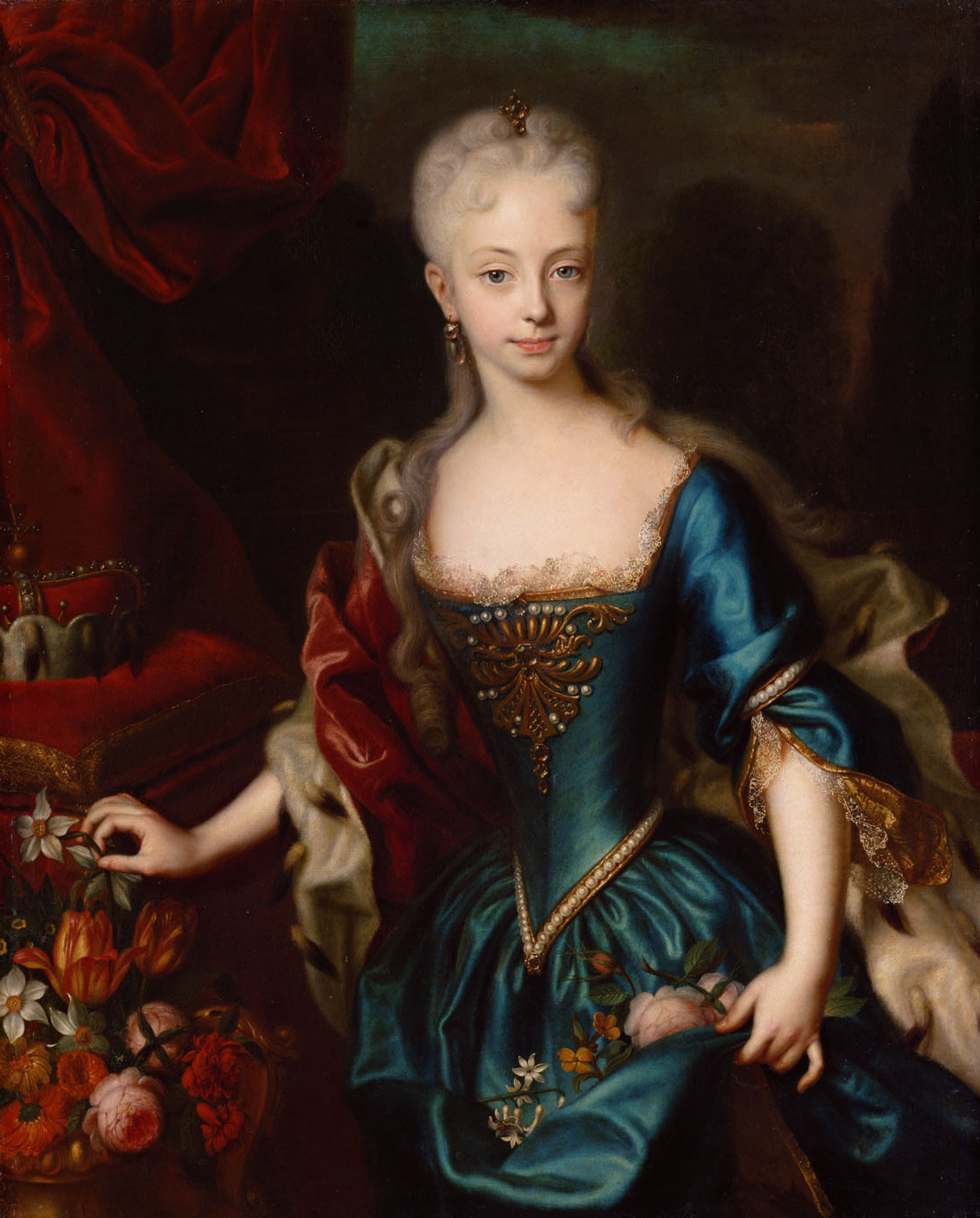
ハプスブルク家の「女帝」マリア・テレジア (1717-1780) 誕生。

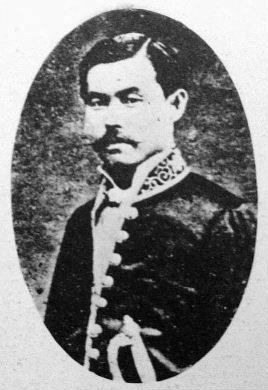
明治のジャーナリスト、福地源一郎 (1841-1906)誕生。

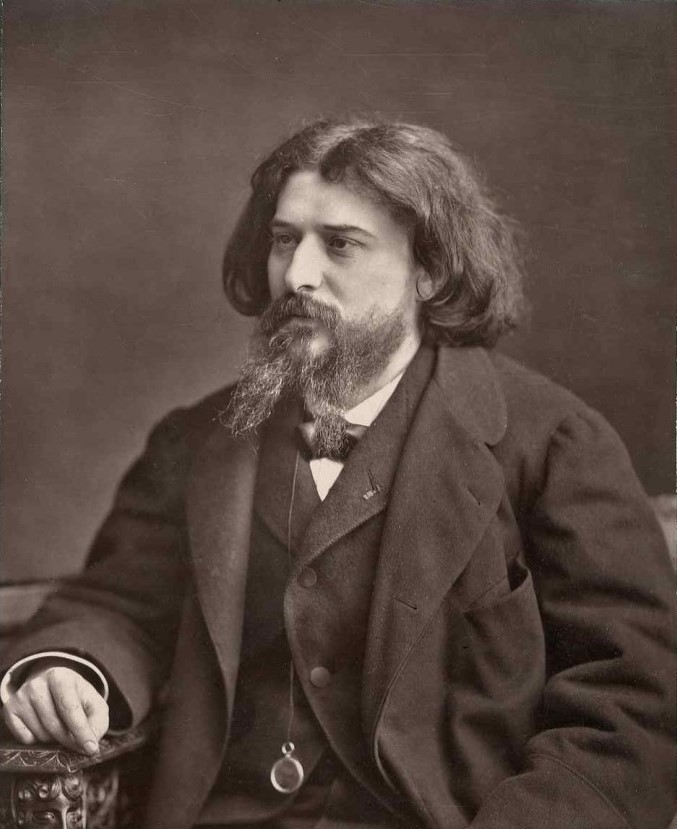
作家アルフォンス・ドーデ (1840-1897)誕生。代表作『アルルの女』(1866)

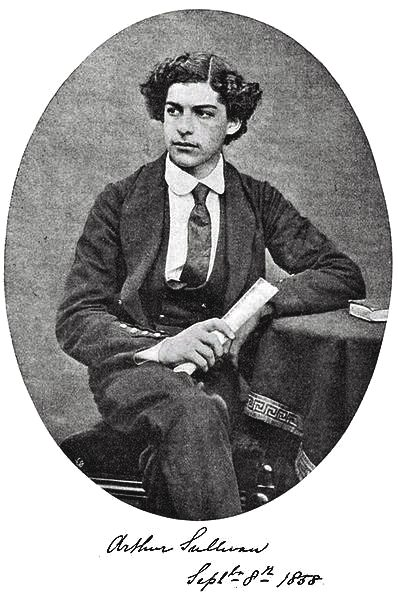
作曲家アーサー・サリヴァン (1842-1900)誕生。

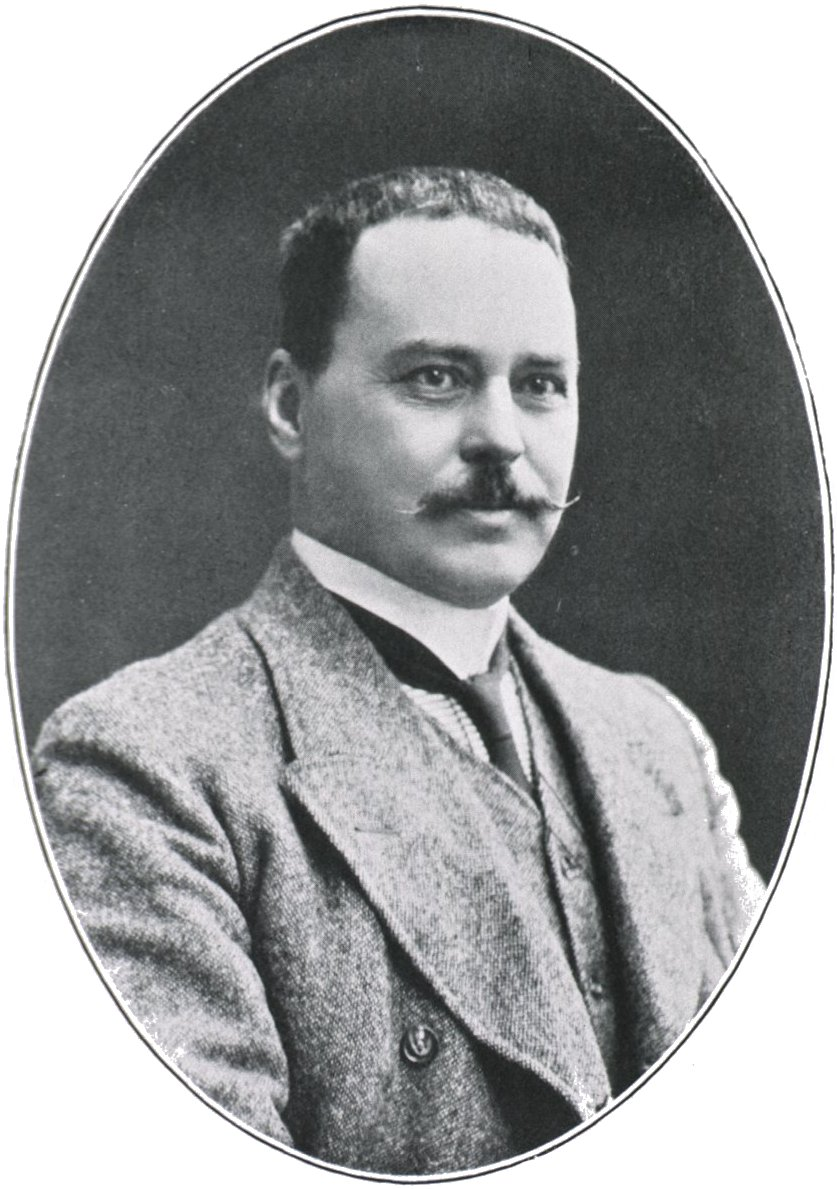
マラリアの感染源を突き止めた医学者、ロナルド・ロス (1857-1932)誕生。

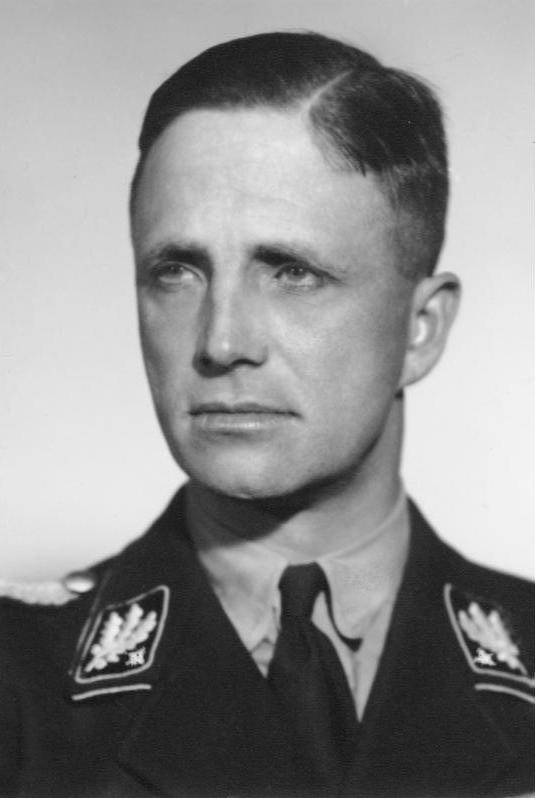
ナチス・ドイツの親衛隊大将、ヨシアス・ツー・ヴァルデック＝ピルモント(1896-1967)誕生。

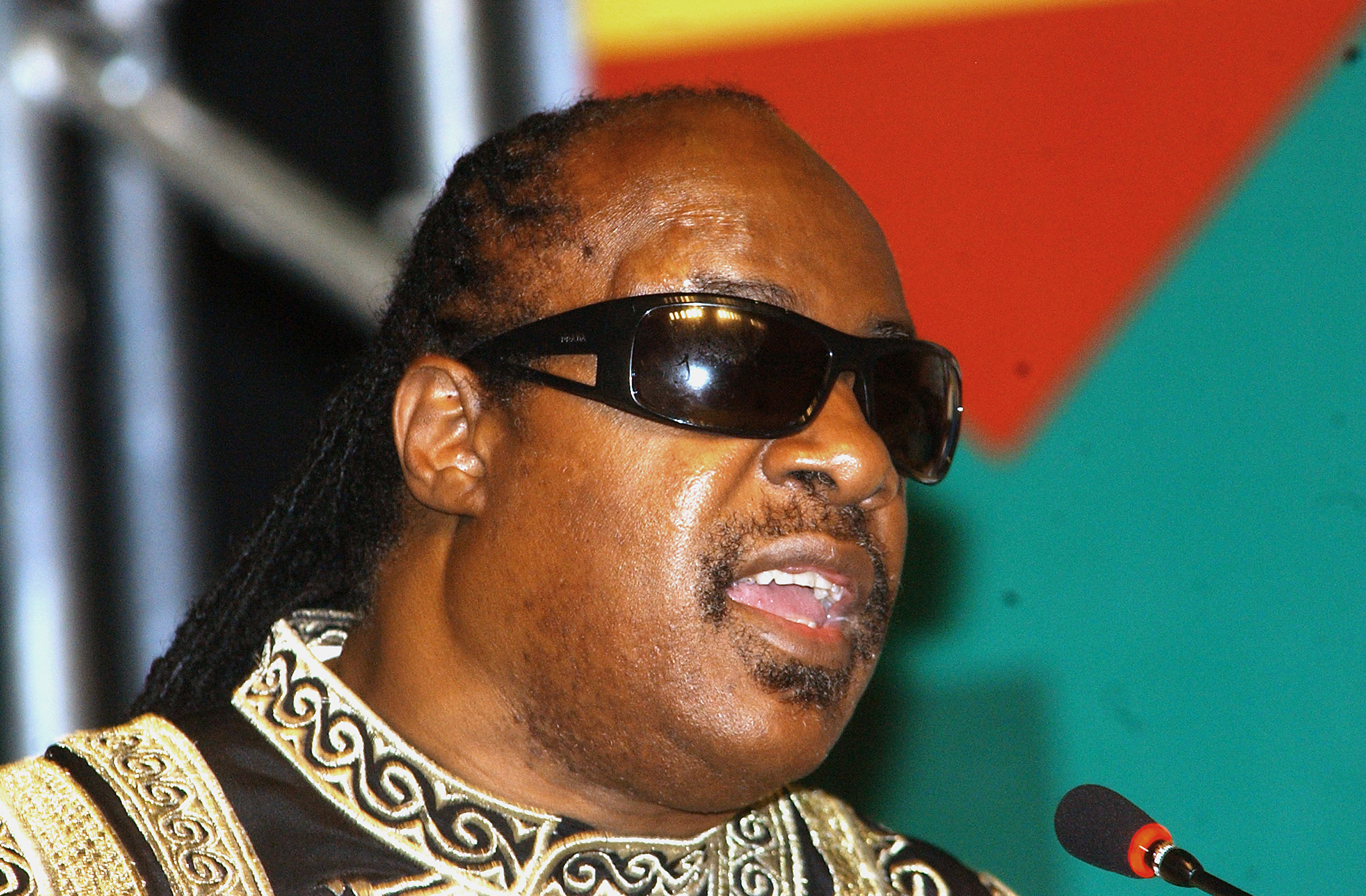
全盲のミュージシャン、スティーヴィー・ワンダー (1950-)誕生。

- 1133年（長承2年4月7日） - 法然、僧、浄土宗の開祖・祖師（+ 1212年）
- 1588年 - オーレ・ヴォーム、医師、博物学者（+ 1654年）
- 1655年 - インノケンティウス13世、第244代ローマ教皇（+ 1724年）
- 1657年（明暦3年3月30日）- 戸田氏定、第4代大垣藩主（+ 1733年）
- 1671年（寛文11年4月5日）- 森長成、第4代津山藩主（+ 1697年）
- 1699年 - セバスティアン・デ・カルヴァーリョ、政治家（+ 1782年）
- 1709年（宝永6年4月4日）- 毛利広豊、第5代徳山藩主（+ 1773年）
- 1717年 - マリア・テレジア、オーストリア大公、マリー・アントワネットの母（+ 1780年）
- 1730年 - チャールズ・ワトソン＝ウェントワース、政治家、イギリス首相（+ 1782年）
- 1753年 - ラザール・カルノー、政治家、数学者（+ 1823年）
- 1756年 - ヴォイチェフ・アダルベルト・ジヴヌィ、音楽家（+ 1842年）
- 1764年 - ローラン・グーヴィオン＝サン＝シール、軍人、フランスの元帥（+ 1830年）
- 1767年 - ジョアン6世、ポルトガル王（+ 1826年）
- 1791年（寛政3年4月11日）- 松浦熈、第10代平戸藩主（+ 1867年）
- 1792年 - ピウス9世、第255代ローマ教皇（+ 1878年）
- 1814年 - アレクサンデル・レッセル、画家、美術批評家（+ 1884年）
- 1840年 - アルフォンス・ドーデ、小説家（+ 1897年）
- 1841年（天保12年3月23日） - 福地桜痴、ジャーナリスト、劇作家（+ 1906年）
- 1842年 - アーサー・サリヴァン、作曲家（+ 1900年）
- 1844年 - ジョージ・スペンサー＝チャーチル (第8代マールバラ公)、イギリスの貴族（+ 1892年）
- 1857年 - ロナルド・ロス、内科医、1902年ノーベル生理学・医学賞（+ 1932年）
- 1866年 - オトカル・ノヴァーチェク、ヴァイオリニスト、作曲家（+ 1900年）
- 1882年 - ジョルジュ・ブラック、画家（+ 1963年）
- 1883年 - ゲオルギオス・パパニコロウ、医学者（+ 1962年）
- 1884年 - 平井晩村、詩人、小説家、新聞記者（+ 1919年）
- 1885年 - 長田秀雄、詩人、小説家、劇作家（+ 1949年）
- 1886年 - 池田蕉園、日本画家（+ 1917年）
- 1886年 - ジョゼフ・アクロン、作曲家、ヴァイオリニスト（+ 1943年）
- 1888年 - インゲ・レーマン、地震学者（+ 1993年）
- 1893年 - ルシアン・テニエール、言語学者（+ 1954年）
- 1895年 - 戸上信文、実業家、戸上電機製作所創業者、日本タングステン創業者（+ 1967年）
- 1895年 - 芹沢銈介、染色工芸家（+ 1984年）
- 1895年 - ハインリヒ45世・ロイス・ツー・シュライツ、ロイス家家長（+ 1945年?）
- 1896年 - ヨシアス・ツー・ヴァルデック＝ピルモント、ヴァルデック侯国皇太子、ナチス親衛隊将軍（+ 1967年）
- 1897年 - 石黒武重、政治家（+ 1995年）
- 1904年 - 笠智衆、俳優（+ 1993年）
- 1907年 - ダフニ・デュ・モーリエ、小説家（+ 1989年）
- 1912年 - ギル・エヴァンス、ジャズ・ミュージシャン（+ 1988年）
- 1914年 - ジョー・ルイス、ボクシング選手（+ 1981年）
- 1920年 - 石井武夫、プロ野球選手
- 1921年 - 由利徹、俳優、コメディアン（+ 1999年）
- 1923年 - レッド・ガーランド、ジャズピアニスト（+ 1984年）
- 1925年 - 新野幸次郎、経済学者（+ 2020年）
- 1926年 - 田中耕三、銀行家、元山口銀行頭取（+ 2021年）
- 1927年 - ハーバート・ロス、映画監督（+ 2001年）
- 1928年 - 西田司、政治家（+ 2014年）
- 1928年 - エンリケ・ボラーニョス、政治家
- 1931年 - 高崎一郎、司会者（+ 2013年）
- 1932年 - ダニー・ホッジ、プロレスラー（+ 2020年）
- 1933年 - マーサ三宅、ジャズ歌手（+ 2025年）
- 1934年 - 中村メイコ、女優（+ 2023年）
- 1935年 - ヤン・ソーデック（ソウデック、サウデック）、写真家
- 1935年 - 三木卓、詩人、小説家（+ 2023年）
- 1936年 - ルチアーノ・ベネトン（英語版）、経営者
- 1937年 - 坂野潤治、歴史家、政治学者
- 1937年 - 池田英俊、元プロ野球選手（+ 2023年）
- 1937年 - 多氣田力、実業家、元アサツーディ・ケイ社長、コナミスポーツ&ライフ会長（+ 2017年）
- 1937年 - 池田行彦、政治家（+ 2004年）
- 1937年 - 藤本二三代、歌手（+ 2001年）
- 1937年 - ロジャー・ゼラズニイ、小説家（+ 1995年）
- 1938年 - 平井和正、SF作家（+ 2015年）
- 1938年 - 江波譲二、漫画家
- 1939年 - ハーヴェイ・カイテル、俳優
- 1940年 - 円谷幸吉、マラソン選手（+ 1968年）
- 1941年 - 塩谷隆英、官僚
- 1941年 - リッチー・ヴァレンス、歌手（+ 1959年）
- 1944年 - 星山博之、脚本家（+ 2007年）
- 1945年 - 畑嶺明、脚本家（+ 2023年）
- 1945年 - 山田パンダ、ミュージシャン（かぐや姫）
- 1945年 - 吉沢秀和、元プロ野球選手（+ 2025年）
- 1946年 - 深代芳史、元プロ野球選手
- 1947年 - 高橋武夫、元サッカー選手、指導者
- 1949年 - 弘田澄男、元プロ野球選手
- 1949年 - 須磨佳津江、アナウンサー
- 1950年 - スティーヴィー・ワンダー、ミュージシャン
- 1950年 - ボビー・バレンタイン[14]、元プロ野球選手、監督
- 1950年 - 長崎慶一、元プロ野球選手
- 1951年 - 出羽の花義貴、元大相撲力士、年寄15代出来山
- 1951年 - 黒瀬川國行、元大相撲力士、年寄20代桐山
- 1952年 - 銀粉蝶、女優
- 1953年 - 鹿田淳史、彫刻家（+ 2003年）
- 1953年 - 籔内佐斗司、彫刻家
- 1953年 - 谷五郎、タレント、ラジオパーソナリティ
- 1954年 - 中井直正、天文学者
- 1954年 - 橋本達也、政治家、元福井県あわら市長
- 1954年 - 前田秀樹、元サッカー選手、指導者
- 1954年 - 倉田よしみ、漫画家
- 1955年 - 南川高志、歴史学者、京都大学名誉教授
- 1957年 - 鈴木光司、小説家
- 1957年 - 夏井いつき、俳人
- 1957年 - アラン・ボール、脚本家、映画プロデューサー
- 1957年 - 林鄭月娥、政治家、香港特別行政区行政長官
- 1958年 - 小林まこと、漫画家
- 1959年 - 深浦昭彦、ミュージシャン（S.E.N.S.）
- 1961年 - 佐渡裕、指揮者
- 1961年 - デニス・ロッドマン、元バスケットボール選手
- 1963年 - 米たにヨシトモ、アニメ監督
- 1963年 - 荒木真樹彦、ミュージシャン
- 1964年 - 久本朋子、女優
- 1964年 - 佐藤佐吉、脚本家、映画監督、俳優
- 1964年 - 赤坂真理、小説家
- 1964年 - スティーヴン・コルベア、コメディアン、俳優
- 1964年 - 鉄崎幹人、ローカルタレント、ラジオパーソナリティ
- 1965年 - 太田光、お笑いタレント（爆笑問題）
- 1965年 - 小林雅之、ミュージシャン (JUN SKY WALKER(S))
- 1965年 - 溝口美貴、元テニスプレーヤー、指導者
- 1966年 - 田辺マモル、シンガーソングライター
- 1966年 - 大城英司、俳優、声優
- 1967年 - 嶋田哲也、元プロ野球選手、審判員
- 1967年 - チャック・シュルディナー、ミュージシャン（デス）（+ 2001年）
- 1968年 - 山本勝則、元プロ野球選手
- 1968年 - スコット・モリソン、政治家、第30代オーストラリア首相
- 1969年 - 童子-T、ヒップホップミュージシャン
- 1969年 - 樋口美穂子、元フィギュアスケート選手、コーチ、振付師
- 1969年 - バケットヘッド、ギタリスト
- 1969年 - ライル・ムートン、元プロ野球選手
- 1970年 - 三宅康之、実業家
- 1970年 - 橋本雄二、元サッカー選手、指導者
- 1970年 - 石井龍司、元ラグビー選手、指導者
- 1971年 - テディ・パパヴラミ、ヴァイオリニスト
- 1972年 - 矢間晶也、ダンスミュージシャン（LLブラザーズ）
- 1972年 - 小野幸一、元プロ野球選手
- 1973年 - 漆戸啓、ミュージシャン（カズン）
- 1973年 - 天野真、フィギュアスケート選手
- 1974年 - 野口茂樹、元プロ野球選手
- 1974年 - 斉木武志、政治家、アナウンサー
- 1974年 - 崔映弼、元プロ野球選手
- 1975年 - 加藤晴彦、俳優
- 1975年 - 大畑裕勝、元プロ野球選手
- 1977年 - サマンサ・モートン、女優
- 1977年 - クリス・オクスプリング、元プロ野球選手
- 1978年 - バリー・ジト、元プロ野球選手
- 1978年 - マイク・ビビー、元バスケットボール選手
- 1978年 - 間島淳司、声優
- 1980年 - 井上和香、タレント、女優
- 1980年 - 野波麻帆、女優
- 1980年 - 堤純花、サックス奏者
- 1980年 - 阿部謙作、元サッカー選手、指導者
- 1980年 - 坂本和城、元ラグビー選手
- 1981年 - 松丸友紀、アナウンサー
- 1981年 - 横山英幸、政治家
- 1981年 - 蝶花楼桃花、落語家
- 1981年 - 加藤秀典、元サッカー選手、指導者
- 1981年 - クリスティアン・ランタ、ミュージシャン、実業家
- 1982年 - 熊田曜子、タレント、グラビアアイドル
- 1982年 - 村田太志、声優
- 1982年 - 田所拓也、アナウンサー
- 1982年 - DJケミカル、DJ（元FUNKY MONKEY BABYS）
- 1982年 - 川辺泰三、元バスケットボール選手、指導者
- 1982年 - 鈴木隼人、元サッカー選手
- 1982年 - ドニー・ニエテス、プロボクサー
- 1983年 - 星渉、著作家、実業家
- 1983年 - 与那嶺翼、元プロバスケットボール選手
- 1983年 - ヤヤ・トゥーレ、元サッカー選手、指導者
- 1984年 - より子、シンガーソングライター
- 1984年 - 堀越知恵、声優
- 1984年 - 徳真鵬元久、元大相撲力士
- 1985年 - 新倉瞳、チェリスト
- 1985年 - 和泉大輔、俳優
- 1985年 - 松澤匠、俳優
- 1985年 - イワン・リオン、俳優
- 1986年 - 加藤康弘、元サッカー選手、指導者
- 1986年 - 山下怜美、歌手
- 1986年 - ロバート・パティンソン、俳優
- 1986年 - アリャクサンドル・ルィバーク、ヴァイオリニスト、歌手、作曲家、俳優
- 1987年 - 黒川芽以、女優
- 1987年 - 辻美里、女優、モデル
- 1987年 - 中村優、タレント
- 1987年 - 鈴木もぐら、お笑いタレント（空気階段）
- 1987年 - ローラ・チャン、タレント
- 1987年 - 三浦奈保子、タレント、ファッションモデル
- 1987年 - D.J.ミッチェル、元プロ野球選手
- 1988年 - 匠、俳優、タレント
- 1988年 - 幸坂理加、フリーアナウンサー
- 1989年 - 大喜鵬将大、元大相撲力士
- 1990年 - 有川知里、タレント
- 1990年 - 山川ひろみ、女優、グラビアアイドル
- 1990年 - 山口純、歌手、ファッションモデル（新選組リアン）
- 1990年 - 伊藤聖将、声優
- 1990年 - 清水美穂、陸上競技選手
- 1990年 - エドゥアルド・サルビオ、サッカー選手
- 1991年 - 吉田桃華、女優
- 1991年 - ジョン・ライアン・マーフィー、プロ野球選手
- 1992年 - 滝沢カレン、ファッションモデル、タレント
- 1993年 - 和地つかさ、グラビアアイドル
- 1993年 - 高橋しょう子、元AV女優、元グラビアアイドル
- 1993年 - デビー・ライアン、女優
- 1993年 - ロメル・ルカク、サッカー選手
- 1993年 - モーガン・ウォーレン、カントリー歌手
- 1994年 - 田村龍弘、プロ野球選手
- 1995年 - 小池祐貴、陸上競技選手
- 1995年 - 三谷沙也加、サッカー選手
- 1995年 - 丸岡和佳奈、声優
- 1996年 - 石賀和輝、俳優
- 1996年 - 神崎愛瑠、モデル、女優
- 1996年 - 齋藤誠哉、元プロ野球選手
- 1996年 - ジャスティス・シェフィールド、プロ野球選手
- 1996年 - 古谷恵菜、プロ野球選手
- 1996年 - 脇本直人、元プロ野球選手
- 1997年 - スダリオ剛、総合格闘家、元大相撲力士
- 1997年 - 貴賢神、総合格闘家、元大相撲力士
- 1997年 - 山本涼太、ノルディック複合選手
- 1998年 - 岩田華怜、女優（元AKB48）
- 1998年 - 篠崎輝和、サッカー選手
- 1998年 - 野々村鷹人、サッカー選手
- 1998年 - 髙木優奈[15]、プロゴルファー
- 1999年 - アサヒ、歌手（Little Glee Monster）
- 2001年 - 井上温大、プロ野球選手
- 2002年 - 弓場将輝、サッカー選手
- 2004年 - 南野遥海、サッカー選手
- 2005年 - 須田琥珀、元子役
- 2006年 - 龍山暖、プロ野球選手
- 生年不詳 - 麻生智久、声優
- 生年不詳 - 西田裕美[16]、声優
- 生年不詳 - 桃森すもも、声優
- 生年不詳 - 藤﨑美希、アナウンサー

### 人物以外（動物など）
- 2004年 - ダイワスカーレット、競走馬
- 2009年 - ジョワドヴィーヴル、競走馬（+ 2013年）

## 忌日

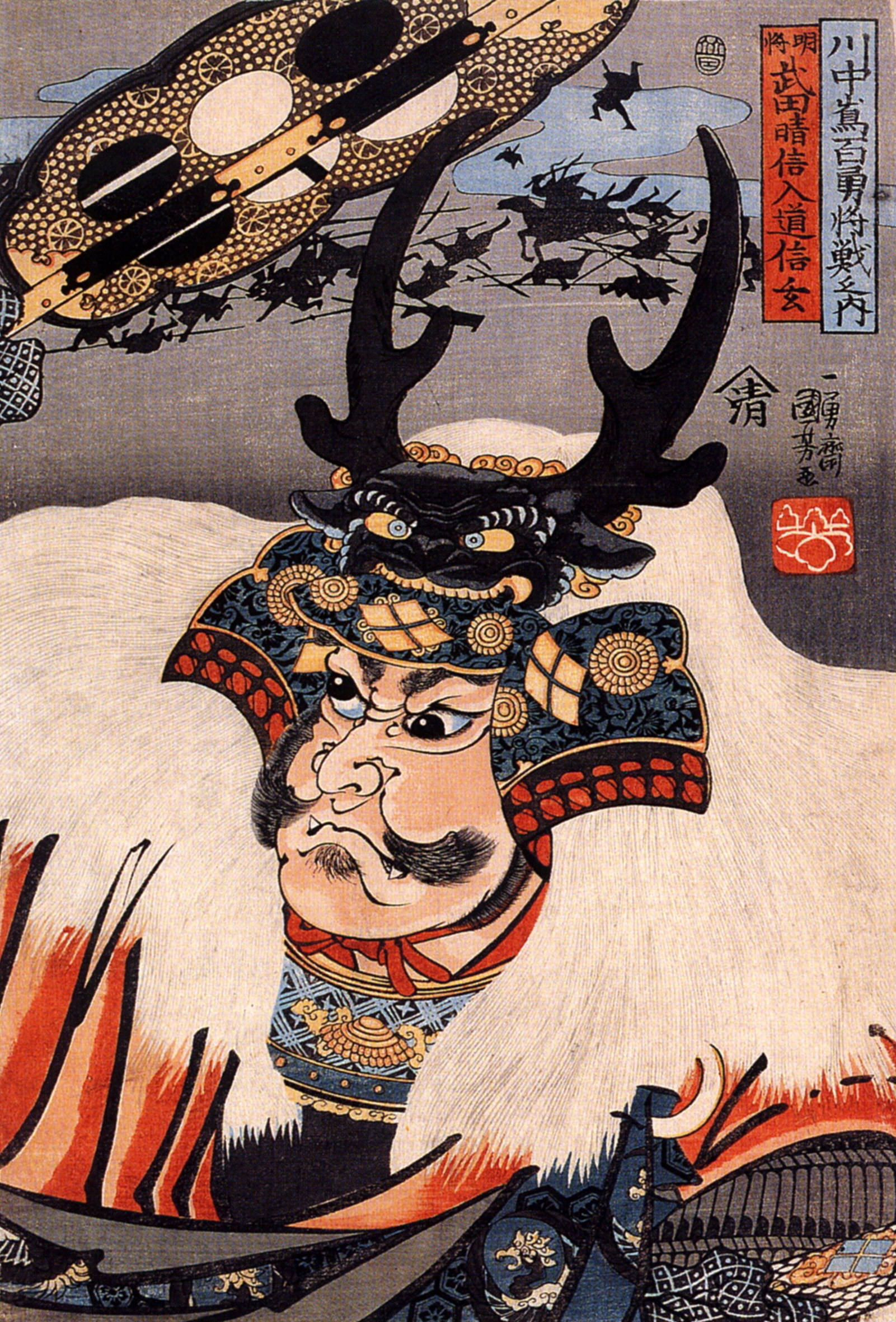
戦国武将、武田信玄 (1521-1573) 没。

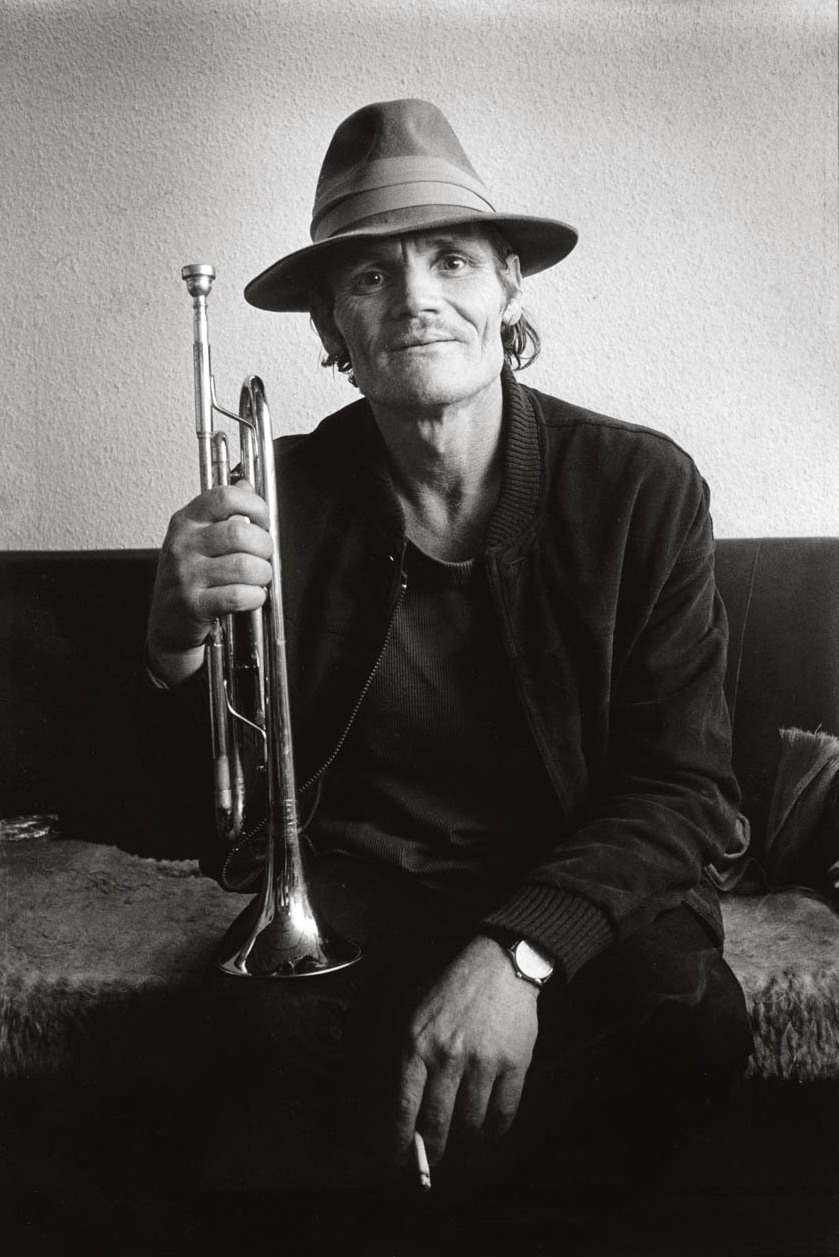
ジャズ・トランペッター、チェット・ベイカー (1929-1988)、ホテルの窓から転落死。

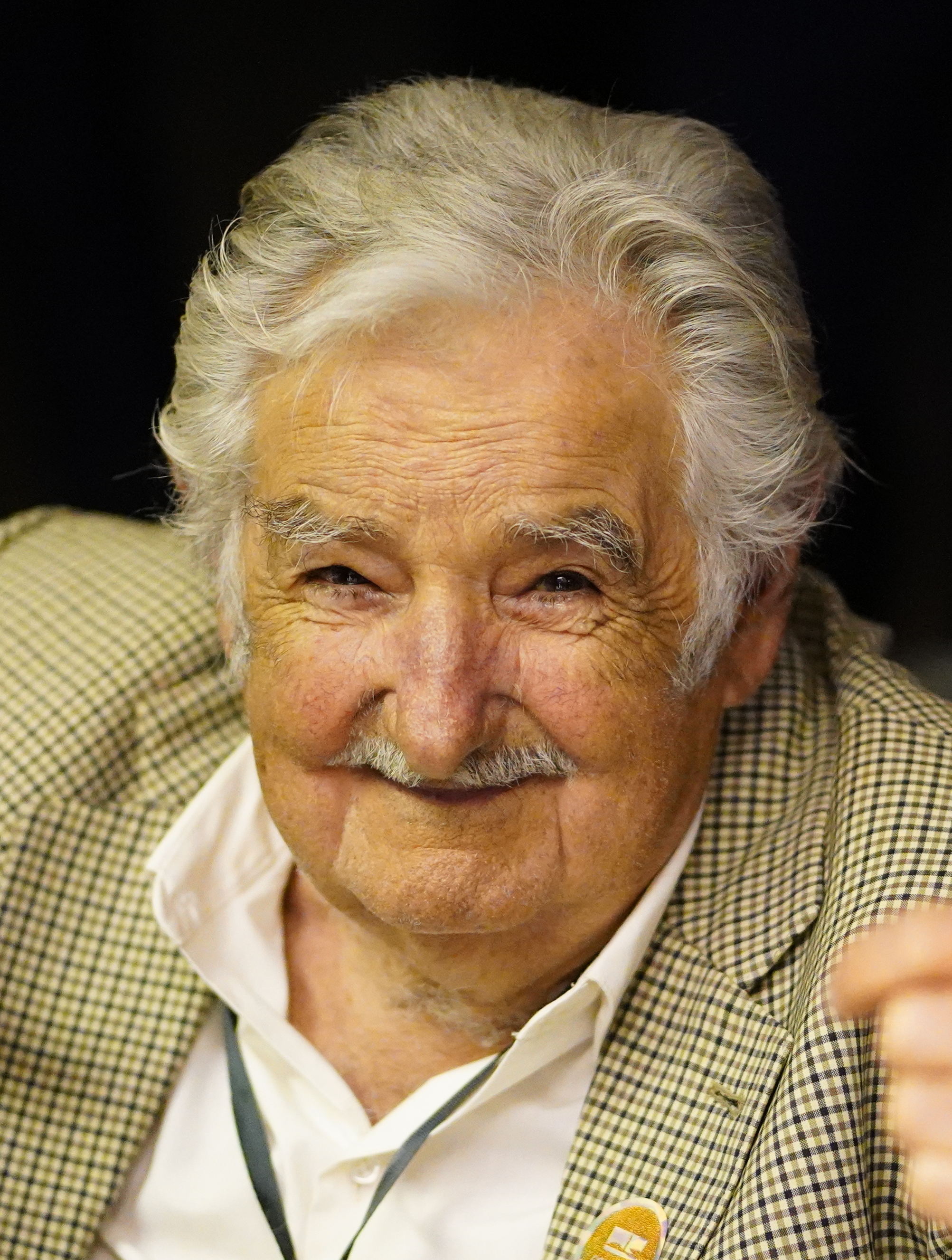
ウルグアイ東方共和国第40代大統領、ホセ・ムヒカ (1935-2025)

- 1573年（天正元年4月12日） - 武田信玄、武将（* 1521年）
- 1832年 - ジョルジュ・キュヴィエ、博物学者（* 1769年）
- 1878年 - ジョセフ・ヘンリー、物理学者（* 1797年）
- 1900年 - ヘルマン・レーヴィ、指揮者（* 1839年）
- 1911年 - 谷干城、軍人、政治家（* 1837年）
- 1916年 - ショーレム・アレイヘム、劇作家、小説家、ジャーナリスト（* 1859年）
- 1930年 - フリチョフ・ナンセン、探検家、政治家（* 1861年）
- 1930年 - 田山花袋、小説家（* 1872年）
- 1939年 - スタニスワフ・レシニェフスキ、論理学者、数学者（* 1886年）
- 1941年 - 大錦卯一郎、大相撲第26代横綱（* 1891年）
- 1958年 - 仁木他喜雄、作曲家、編曲家（* 1901年）
- 1961年 - ゲイリー・クーパー、俳優（* 1901年）
- 1962年 - フランツ・クライン、画家 （* 1910年）
- 1970年 - 雨宮治郎、彫刻家（* 1889年）
- 1975年 - マルグリット・ペレー、物理学者（* 1909年）
- 1986年 - 小山田宗徳、俳優、声優（* 1927年）
- 1988年 - チェット・ベイカー、ジャズトランペッター（* 1929年）
- 1989年 - 西垣徳雄、プロ野球監督（* 1910年）
- 1989年 - 鈴木信太郎、洋画家（* 1895年）
- 1990年 - 加東康一、芸能評論家（* 1930年）
- 1999年 - 日野元彦、ドラマー（* 1946年）
- 2000年 - ジャンボ鶴田、プロレスラー（* 1951年）
- 2001年 - 高橋進、マラソンコーチ（* 1920年）
- 2001年 - ジェイソン・ミラー 、俳優（* 1939年）
- 2002年 - ビル・ピート、脚本家、絵本作家（* 1915年）
- 2002年 - ジョージ・ゴーディエンコ、プロレスラー、画家（* 1928年）
- 2002年 - ヴァレリー・ロバノフスキー、サッカー選手、指導者（* 1939年）
- 2002年 - 藤原誠、歌手（* 1947年）
- 2003年 - 高橋誉冨、政治家（* 1913年）
- 2006年 - ヤロスラフ・ペリカン、キリスト教史学者、神学者、イェール大学名誉教授（* 1923年）
- 2006年 - ジョーン・ディーナー、女優、ダンサー（* 1930年）
- 2007年 - 12代下村正太郎、実業家、元大丸社長（* 1927年）
- 2008年 - 塚田茂、放送作家（* 1926年）
- 2008年 - 植野修司、ロシア文学者、京都大学名誉教授（* 1926年）
- 2008年 - サアド・アル＝アブドゥッラー・アッ＝サバーハ、第14代クウェート首長（* 1930年）
- 2008年 - ジョン・フィリップ・ロー、俳優（* 1937年）
- 2011年 - 大場幸夫、教育者、大妻女子大学学長（* 1936年）
- 2012年 - 陳昌鉉、バイオリン製作者（* 1929年）
- 2012年 - ドナルド・ダック・ダン、ベーシスト（* 1941年）
- 2013年 - 家田隆現、浄土宗僧侶、元西雲院住職、幼児教育者（* 1927年）
- 2013年 - 瀬戸雄三、実業家、元アサヒビール社長（* 1930年）
- 2014年 - 坂倉芳明、実業家、元西武百貨店社長、元三越社長（* 1921年）
- 2014年 - 古田忠士、元プロ野球選手（* 1946年）
- 2014年 - マリク・ベンジェルール、映画監督（* 1977年）
- 2016年 - 鈴木喜代春、児童文学作家（* 1925年）
- 2016年 - 永田文夫、音楽評論家、訳詞家（* 1927年）
- 2016年 - 稲垣昭三、俳優（* 1928年）
- 2016年 - 有川清次、政治家（* 1929年）
- 2016年 - 二木真希子、アニメーター、イラストレーター、絵本作家（* 1957年）
- 2016年 - 工藤幹夫、元プロ野球選手（* 1960年）
- 2017年 - 能村庸一、アナウンサー、時代劇プロデューサー（* 1941年）
- 2018年 - ジョージ・スダルシャン、理論物理学者（* 1931年）
- 2018年 - グレン・ブランカ、実験音楽作曲家（* 1948年）
- 2018年 - マーゴット・キダー、女優（* 1948年）
- 2019年 - ドリス・デイ、歌手、女優（* 1922年）
- 2019年 - スタントン・フリードマン、物理学者、UFO研究家（* 1934年）
- 2019年 - 関根伸夫、彫刻家（* 1942年）
- 2020年 - ロルフ・ホーホフート、劇作家（* 1931年）
- 2020年 - 井波律子、中国文学者、国際日本文化研究センター名誉教授（* 1944年）
- 2020年 - 勝武士幹士、大相撲力士（* 1991年）
- 2022年 - 楊亨燮 、政治家（* 1925年）
- 2022年 - ベン・ロイ・モッテルソン、理論物理学者、ノーベル物理学賞受賞者（* 1926年）
- 2022年 - テレサ・ベルガンサ、メゾソプラノ歌手（* 1933年）
- 2022年 - サイモン・プレストン、オルガニスト、指揮者、作曲家（* 1938年）
- 2022年 - 小島秀夫、ヴァイオリニスト、指揮者（* 1941年）
- 2022年 - 熊﨑勝彦、検察官、弁護士、第13代日本野球機構コミッショナー（* 1942年）
- 2022年 - ハリーファ・ビン・ザーイド・アール・ナヒヤーン、アブダビ首長国首長、第2代アラブ首長国連邦大統領（* 1948年）
- 2022年 - ケイン樹里安、社会学者（* 1989年）
- 2023年 - ウェルドン・オルソン、アイスホッケー選手、1960年スコーバレー五輪金メダリスト（* 1932年）
- 2023年 - 池田敬子、体操競技選手、指導者、教育者（* 1933年）
- 2023年 - 小西良太郎、音楽プロデューサー、音楽評論家（* 1936年）
- 2024年 - アリス・マンロー、作家、ノーベル文学賞受賞者（* 1931年）
- 2024年 - 稲川素子、実業家、稲川素子事務所社長（* 1934年）
- 2025年 - 石井敏郎、声優、俳優（* 1933年）
- 2025年 - ホセ・ムヒカ、政治家、第40代ウルグアイ大統領（* 1935年）

## 記念日・年中行事

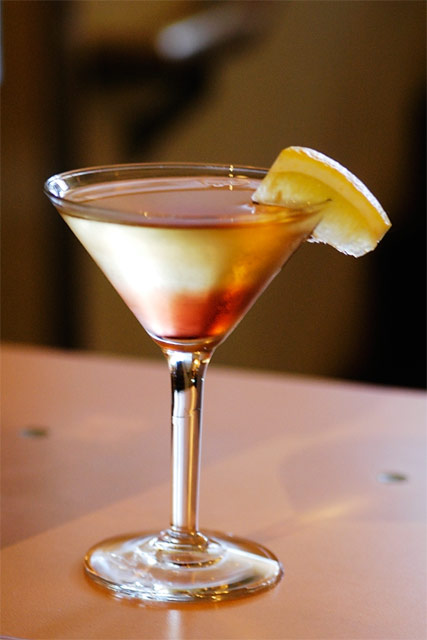
カクテルの日

- ロツマ島の日（英語版）（ フィジー）
1881年のこの日、ロツマ島がイギリスの植民地になったことを記念。
- カクテルの日
カクテルという名称が生まれた日（アメリカの雑誌『バランス』1806年5月13日号にて）。
- メイストームデー（5月の嵐の日）（ 日本）
バレンタインデーから88日目、「八十八夜の別れ霜」という言葉にちなみ、別れ話を切り出すのに最適とされる日[17]。
- トップガンの日（ 日本）
トム・クルーズ主演の映画『トップガン』にちなんだ日[18]。
- 愛犬の日（ 日本）
  - ペット雑誌『愛犬の友』を発行していた誠文堂新光社（旧社）が、昭和30年代のこの日に犬のイベントを開催していたことにちなむとされている[19]。